# إرلينغ نيلسن (ناقد أدبي)
إرلينغ نيلسن هو ناقد أدبي دنماركي، ولد في 1920 في Svinninge Municipality ‏ في الدنمارك، وتوفي في 2000.